# École élémentaire et maison avec porche dans la cour de l'école à Viteževo
L'école élémentaire et maison avec porche dans la cour de l'école à Viteževo (en serbe cyrillique : Основна школа и кућа са тремом у школском дворишту у Витежеву ; en serbe latin : Osnovna škola i kuća sa tremom u školskom dvorištu u Viteževu) se trouvent à Viteževo, dans la municipalité de Žabari et dans le district de Braničevo, en Serbie. Cet ensemble patrimonial est inscrit sur la liste des monuments culturels protégés de la république de Serbie (identifiant no SK 819).

## Présentation
L'école élémentaire de Viteževo a été fondée en 1894 et elle a d'abord été installée dans une maison privée ; en 1895, elle a été déplacée dans un établissement scolaire ad hoc situé au centre du village, près de la route principale. Le premier instituteur à y travailler était un certain Pavle Lukić et, jusqu'à la Seconde Guerre mondiale, elle portait le nom de « École publique nationale Stevan Visoki ». Au temps de l'occupation bulgare, elle a servi de prison et d'infirmerie pour les officiers et elle a été incendiée ; les fondations de la vieille école se trouvent à l'est du bâtiment de l'école actuelle.
Le bâtiment s'inscrit dans un plan rectangulaire ; ses façades les plus étroites sont orientées vers le nord ou vers la rue. Il est constitué d'un simple rez-de-chaussée, avec une cave sous la partie sud. L'espace intérieur est divisé en deux parties ; la partie consacrée aux élèves est traversée par une couloir qui dessert deux salles de classe et un bureau ; l'autre partie, qui a une fonction économique, est dotée d'une entrée séparée et possède une cuisine et une salle à manger ainsi qu'un escalier qui conduit à la cave et au grenier. Les murs étaient faits de briques et le toit à quatre pans était recouvert de tuiles ; le sol des salles de classe et du bureau est en bois.
Dans la cour, au sud du bâtiment de l'école, se trouve une maison avec un porche qui remonte au XIXe siècle. La maison est construite sur des fondations en pierres concassées et possède des murs blanchis à l'extérieur comme à l'extérieur. Le toit à quatre pans est recouvert de tuiles. Le bâtiment possède quatre pièces et un porche mais est dépourvu de cheminée. Avec le temps, la maison a connu plusieurs usages ; à une certaine période, elle a accueilli les instances de la communauté locale.